# Аккрінгтон Стенлі
«Аккрінгтон Стенлі» (англ. «Accrington Stanley Football Club») — професіональний футбольний клуб з міста Аккрінгтон, графство Ланкашир, Англія. Заснований 1968 року. Домашні матчі проводить на стадіоні «Кроун Граунд» місткістю 5 057 глядачів, 2 000 з яких мають змогу сидіти.
Перший клуб з такою назвою був заснований 1891 року та проіснував з 1921 до 1962 років.